# Fundação Professor Francisco Pulido Valente
A Fundação Professor Francisco Pulido Valente (FPFPV) foi criada a 16 de Abril de 1991 por um grupo dos seus herdeiros com o objectivo de promover o conhecimento científico e a cultura em geral no respeito pelos valores que caracterizaram a figura e a obra do Professor Pulido Valente: a curiosidade científica e o rigor intelectual, o interesse pelas artes, a liberdade de pensamento e a responsabilidade social.
A Fundação pretende desenvolver a sua actividade principalmente na área da medicina e das ciências aplicadas através da atribuição de subsídios, bolsas de estudo e prémios a indivíduos e a instituições, mas pode também intervir no campo artístico. O órgão supremo da instituição é a assembleia de fundadores e associados, sendo os demais órgãos o conselho de administração, o conselho fiscal e o conselho consultivo.
A escritura que criou a FPFPV foi publicada no Diário da República (III série, n.º 272, de) e a respectiva Portaria no Diário da República (II série, n.º 207) em 8 de Setembro de 1992. A Fundação obteve o estatuto de Instituição de Utilidade Pública por despacho conjunto dos Ministérios da Cultura e Finanças datado de 24 de Setembro de 1999 e publicado no Diário da República (III série, n.º 286) de 10 de Dezembro de 1999.
A Fundação para a Ciência e a Tecnologia e a Fundação Francisco Pulido Valente, criaram o Prémio Pulido Valente Ciência.